# Albert N’sanda
Albert Kandolo N'sanda (* 14. Juni 1985 in Kinshasa, Zaire) ist ein deutscher Sänger, Songwriter, Entertainer und Musikproduzent.

## Leben und Wirken
N'sanda absolvierte zahlreiche Auftritte in Deutschland sowie im Ausland und produzierte für bekannte Künstler und Bands wie u. a. Montell Jordan, The Specialguest Band, das Panik-Orchester, Culcha Candela, Nelson Müller, Jazzkantine, Tom Beck, Banda Senderos und SSIO. Er veröffentlichte vier Studioalben.

## Diskografie

### Alben
- 2015: Panama Song Collection
- 2015: Thousend Tribulations
- 2015: The Record of the Year
- 2017: I am Number Four

### Singles und EPs
- 2015: Breaking the Rules
- 2017: Afrika Rise
- 2019: Alles Gold
- 2019: Heart Shift (Blazin Hand Remixes) – EP
- 2019: Wichtig (Jazzkantine feat. Albert N'sanda)